# Motorgas

Vägskylt för motorgas

Motorgas är beteckningen på Liquified Petroleum Gas (LPG), även känt som gasol, när den används i förbränningsmotorer. Gasen består till stor del av propan (C3H8) och butan (C4H10). I Nederländerna är fördelningen mellan propan och butan på vintern 50/50-70/30 och på sommaren 40/60-70/30. I Sverige ligger fördelningen på 96/4 året runt. En hög andel propan är bra i kallare trakter, medan det i varmare områden är en hög halt av butan som rekommenderas. I Grekland till exempel är fördelningen 20/80.

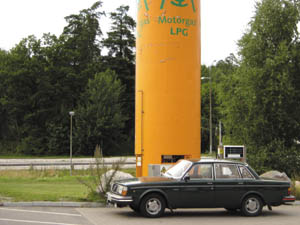
Tanka motorgas i Nacka

## Tillverkning
Motorgas är en biprodukt av oljeraffinering, men gasen tillkommer även i Natural Gas Liquids (NGL) fraktioneringsinstallationer. Under tryck eller underkylning kan motorgas lagras eller färdas. I denna fas är motorgas flytande. Under normala atmosfäriska omständigheter är gasen gasformig.

## Fördelar och nackdelar
Ett typiskt kännetecken från den garanterat bly- och svavelfria motorgasen är det höga oktantalet hos detta bränsle: 103-104,5 RON (Research Octane Number) vid en sammansättning av lika delar propan och butan (50/50). Ett annat kännetecken är motorgasens förlust av effekt på några procent i jämförelse med bensin. Vidare är motorgas ett rent bränsle, som dessutom blandar bättre än bensin med förbränningsluften i motorn vilket leder till renare avgaser. De kemiska föreningar som kommer ut i luften är lättflyktiga och bildar inte smog. Motorgas ger cirka tio till 20 procent lägre koldioxidutsläpp jämfört med bensin. Utsläppet av sot är noll och jämfört med dieselmotorer är utsläppet av kväveoxider väsentligt lägre. Koloxidhalten är endast 0,1 volymprocent.
En motor som går på motorgas förorenas mycket mindre invändigt än en motor som går på bensin eller diesel, tack vare att gasen är torr. Oljan blir renare och tunnas inte ut och avgassystemet håller längre, dessutom går motorn jämnare och tystare än på bensin.
Motorgas är tyngre än luft och kan därför anhopas vid ett läckage i lagringen i lågt liggande utrymmen.

## Installation
I korthet består en motorgasinstallation i en gasbil av mät- och regleringsapparater och en cylindrisk tank, som kan motstå mycket höga krafter. Ofta fungerar installationen vid sidan om bensinsystemet. Motorgasinstallationen anpassas efter typ och storlek av motor och storleken på bagageutrymmet för val av tank.
Vid sidan av fabriksmonterade motorgassystem förekommer även eftermonterade system. Vid de förstnämnda systemen kan en mindre bensintank förekomma. Vissa bilar kan behöva förses med ett anpassat topplock som har hårdare ventilsäten.

## Framtiden
I framför allt tyngre dieselfordon med ett motorgassystem kan Bio-DME användas. Bio-DME står för biodimetyleter och görs av bioråvaran svartlut genom att syntesgas baserad på förgasning av svartlut framställs.
I både ottomotorer och dieselmotorer kan biopropan, som är propan framställt ur biologiska råvaror, användas. Vid framställandet av till exempel raps för biodiesel blir ganska stora mängder av glycerin över som kan användas till biopropan.